# GK Films
GK Films è una casa di produzione cinematografica fondata nel 1990 da Graham King.
La Revolution Studios ha acquistato i diritti di Hugo Cabret, The Tourist, Fuori controllo, The Rum Diary - Cronache di una passione e The Young Victoria nel 2016.
Nel 2017 ha stretto un accordo triennale first-look deal con la Paramount.

## Filmografia
- The Young Victoria (2009)
- Fuori controllo (2010)
- The Town (2010)
- London Boulevard (2010)
- The Tourist (2010)
- Rango (2011)
- The Rum Diary - Cronache di una passione (2011)
- Hugo Cabret (2011)
- Nella terra del sangue e del miele (2011)
- Dark Shadows (2012)
- Argo (2012)
- World War Z (2013)
- Jersey Boys (2014)
- La quinta onda (2016)
- Allied - Un'ombra nascosta (2016)
- Tomb Raider (2018)
- Delirium (2018)
- Bohemian Rhapsody (2018)